# شعب الكيتشا
سكنت حضارة الكيتشا في غواتيمالا وفي نطاق خمسة ولايات جنوبية في المكسيك مثل: كامبيتشي، تشياباس، كينتانا رو، تاباسكو ويوكاتان. تأسست في البداية خلال فترة ما قبل الكلاسيكية (حوالي 2000 ق.م إلى 250 م)، وفقا للتسلسل الزمني لوسط أمريكا، وصل عديد من مدن المايا إلى أعلى مستوى لها من التطور خلال الفترة الكلاسيكية (تقريبا من 250 م حتى 900 م)، واستمرّت خلال ما بعد الكلاسيكية حتى وصول الإسبان. وكانت لديهم حضارة يقدر تاريخها بحوالي 3000 سنة. خلال ذلك الوقت الطويل كانوا يتحدثون في تلك الأراضي مئات اللهجات التي تولد منها هذا اليوم حوالي 44 لغات ماياوية مختلفة. وقد عرفت بالحضارة الوحيدة في تطور اللغة الكتابية في الأمريكتين زمن ما قبل كولومبوس، فضلا عن الفن، الهندسة المعمارية، وأنظمة الرياضيات والفلك.
يشير الحديث عن «المايا القديمة» إلى تاريخ أحد أهم ثقافات أمريكا الوسطى زمن ما قبل كولومبوس، لأن لها إرث علمي وفلكي مشهود وهام على مستوى العالم. فقد أسهمت حضارتهم بالكثير من الميزات للحضارات الأخرى في وسط أمريكا بسبب التفاعل الكبير ونشر الثقافة التي اتسمت بها المنطقة. لم ينشأ التقدم كالكتابة، النقش، والتقويم مع المايا فحسب بل تطور بالكامل. ويمكن كشف تأثير تلك الحضارة في هندوراس وبليز، غواتيمالا، والسلفادور الغربية ممتدة إلى مناطق بعيدة مثل وسط المكسيك أي أكثر من 1,000 كم (620 ميل) من منطقة المايا. وتم العثور آثار عمرانية وفنية للمايا خارج المنطقة، ويعتقد أنها بسبب التبادل التجاري والثقافي.
لم يختف شعب الكيتشا نهائيا لا في وقت تراجع الفترة الكلاسيكية ولا مع وصول الغزو الإسباني واستعمارهم للأمريكتين، حيث يشكل أبناء شعب المايا في الوقت الحالي الأكثرية لسكان جميع مناطق المايا وقد حافظوا على التقاليد المميّزة والمعتقدات التي هي نتيجة لاندماج الأفكار والثّقافات لفترتي ما قبل كولومبوس وما بعد الغزو. في الوقت الحالي ملايين الناس يتحدثون لغات المايا المختلفة.
يوضح الأدب الماياوي حياة هذه الثقافة، ومن الأمثلة على ذلك مسرحية رابينال اتشي المكتوبة بلغة اتشي والتي أعلن عنها من قبل اليونسكو في عام 2005 على أنها من روائع التراث الشفهي اللامادي للبشرية، ومن الأعمال الأدبية بوبول فوه للأساطير التأريخية، وكتب شيلام بالام التي تقدر بتسعة كتب. وما دمره الغزو الإسباني هو نموذج لحضارة ماقبل كولومبوس التي تقدر بثلاثة آلاف سنة من التاريخ العريق.